# Trio de Ferro

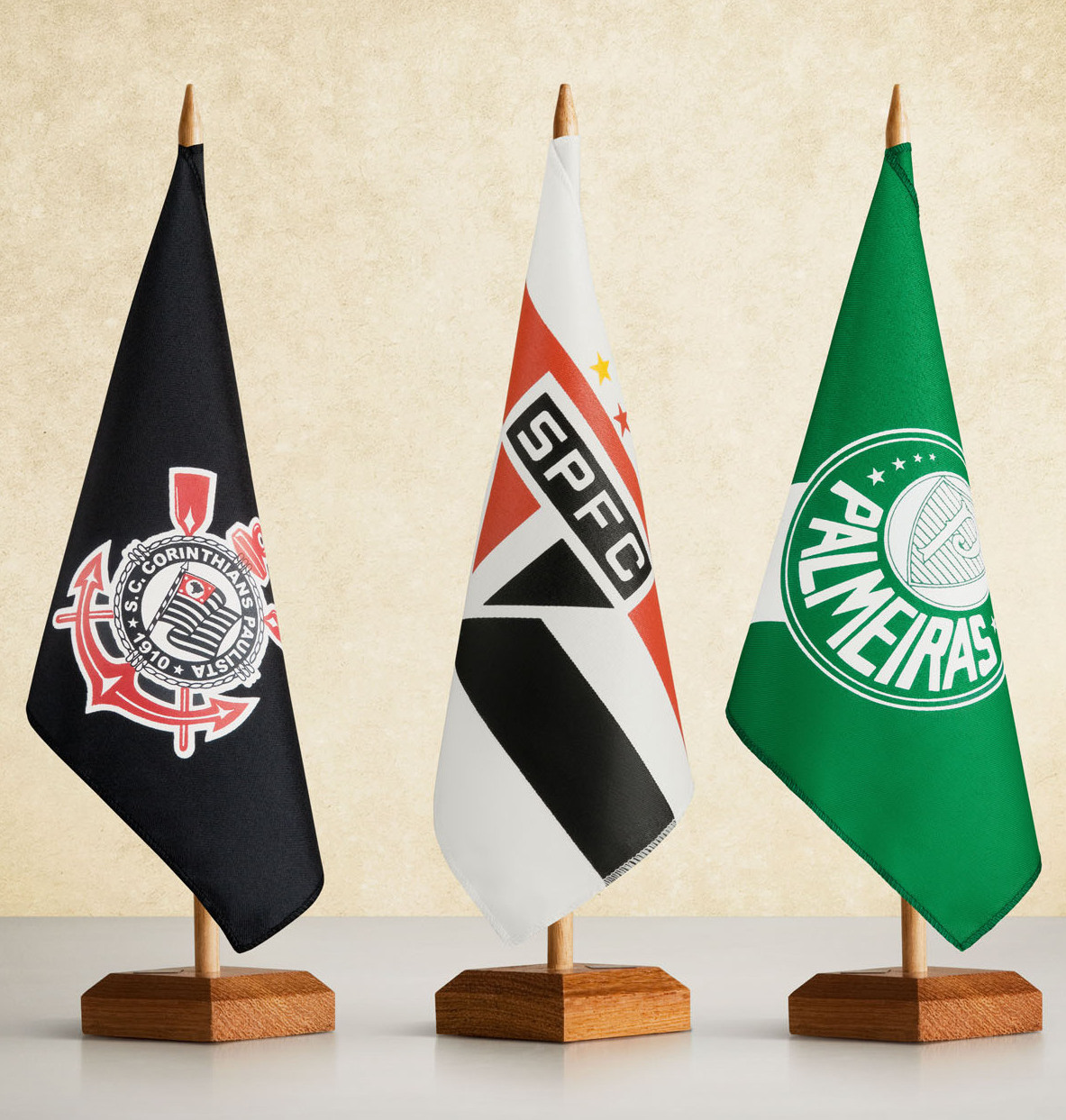
Escudo dos times que compõe do "Trio de Ferro"

Trio de Ferro é a denominação para a tríade de grandes clubes tradicionais de futebol paulistano formada pelo Corinthians, Palmeiras e São Paulo. Neste conjunto, a equipe do Corinthians é a mais antiga, fundada em 1910, seguida pelo Palmeiras, fundado em 1914 com o antigo nome de Palestra Itália. O São Paulo é o caçula dos três, já que foi fundado em 1930.
As três equipes estão entre as maiores detentoras de títulos do futebol nacional e historicamente tiveram seus atletas convocados para a Seleção Brasileira nas Copas do Mundo de Futebol da FIFA.

## História

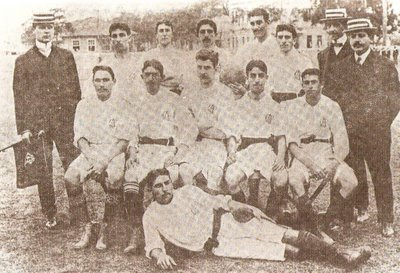
Time do Paulistano em 1901

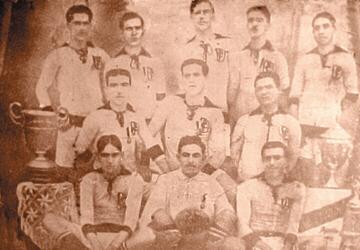
Time do Corinthians em 1914

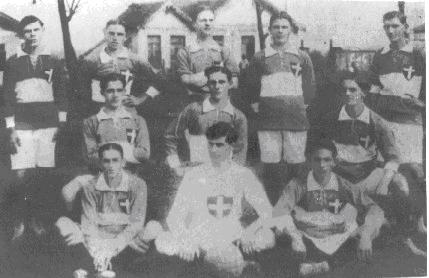
Time do Palestra Itália em 1916

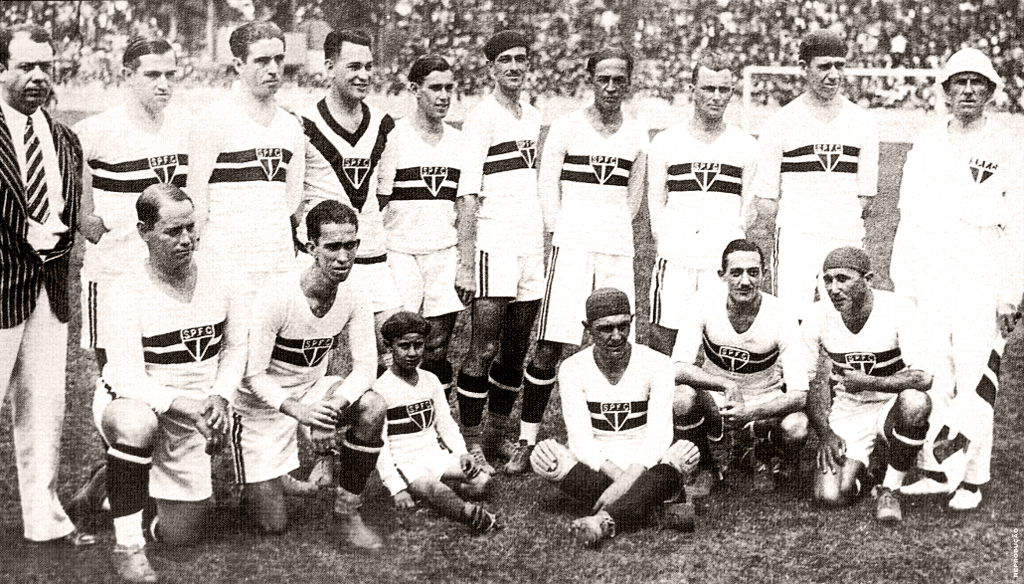
Time do São Paulo em 1930

O termo Trio de Ferro começou a ser utilizado a partir da década de 1920 do século XX, quando o Corinthians, o Palestra e o Club Athletico Paulistano, até então a maior potência da época, passaram a monopolizar a maior quantidade de títulos e torcedores do futebol paulista. Até o final daquela década, quando o futebol ainda não era um esporte profissional no país, as competições paulistas tinham o Club Athlético Paulistano como maior vencedor.
Fundado no final de dezembro de 1900, o Paulistano levantou 11 taças em 28 Campeonatos Paulistas possíveis (1905, 1908, 1913, 1916, 1917, 1918, 1919, 1921, 1926, 1927 e 1929). Contou na época com o maior jogador brasileiro da história do período amadorístico, o atacante Arthur Friedenreich.
Em 1929, com a cada mais vez maior proximidade do profissionalismo, o Paulistano, sempre fiel às raízes amadoras do esporte, fechou seu departamento de futebol. Alguns diretores do clube que não se conformaram com a atitude decidiram, porém, em conjunto com remanescentes da extinta Associação Atlética das Palmeiras, fundar o São Paulo FC, conhecido na época como São Paulo da Floresta, que conquistou o primeiro título paulista logo no segundo ano de vida, o 1931. A Federação Paulista de Futebol reconhece este título como sendo do atual tricolor.
Após um período de turbulência financeira e, sobretudo, política, que obrigou o tricolor a fechar as portas, o clube foi refundado em 1935 e passou, a partir da década de 1940, a dividir as conquistas paulistas com o Corinthians e com o Palmeiras, que eram os times com maior torcida na cidade e no Estado de São Paulo.
Ainda na década de 1930, com o surgimento do Torneio Rio-São Paulo, em 1933, como a primeira competição regional brasileira de clubes e, mais tarde, com a criação das competições nacionais, a força dos integrantes do trio foi conhecida pelo restante do País. Não sem, pouco tempo depois, ser testada com o surgimento do Santos de Pelé, que conquistou uma grande quantidade de títulos disputados entre as décadas de 50 e começo da 70 e foi considerado uma das maiores equipes da história do futebol mundial.
A primeira aparição de destaque de um clube do Trio de Ferro em um torneio internacional foi a do Palmeiras, em 1951, com a conquista da Copa Rio, competição esta que foi criada com o objetivo de ser uma Copa do Mundo de Clubes e, que foi disputada no País e é considerada a primeira competição interclubes da história a contar com equipes de mais de um continente, na ocasião da Europa e da América do Sul. Na ocasião, o alviverde obteve o título da Copa Rio depois de levar a melhor nas finais sobre a Juventus, da Itália, numa competição que ainda contava com o Vasco da Gama, do Brasil, o Nacional, do Uruguai, e o Sporting, de Portugal, entre outros. Em 2014, a FIFA reconheceu o campeonato como a primeira competição em nível mundial da história por meio do presidente da entidade, Joseph Blatter, em agosto, e por meio de documento encaminhado ao Ministério do Esporte do Brasil em novembro do mesmo ano.
Antes, o alviverde também havia sido o primeiro do trio a conquistar um torneio regional, o Rio-São Paulo de 1933. Também foi o primeiro da tríade a vencer uma competição nacional, a Taça Brasil de 1960, que, assim como as edições de 1959 a 1968 e as edições do Torneio Roberto Gomes Pedrosa/Taça de Prata, foi reconhecida e oficializada pela CBF em 2010 também como Campeonato Brasileiro.
Se o Palmeiras foi o primeiro do Trio de Ferro a despontar em competições regionais, nacionais e internacionais, o São Paulo foi o primeiro clube paulistano a brilhar com título do maior torneio oficial da América quando conquistou as Copa Libertadores da América de 1992 e 1993. Nestes mesmos anos, o tricolor paulista obteve os títulos da Copa Intercontinental, derrotando equipes históricas do futebol internacional, como o Barcelona, da Espanha, e o Milan da Itália.
O Corinthians, por sua vez, despontou internacionalmente em 2000, quando conquistou o considerado primeiro Mundial de Clubes da FIFA. Classificado para o torneio como representante do país-sede, o Brasil, o alvinegro venceu, nos pênaltis, o Vasco da Gama na final da competição, no Estádio do Maracanã, na cidade do Rio de Janeiro, após o placar no tempo normal terminar empatado em 0 a 0. Antes, na primeira fase da competição, eliminou o Real Madrid, da Espanha. Em 2012, a equipe venceu a Copa Libertadores da América, de forma invicta, depois de bater o Boca Juniors na final. No mesmo ano, depois de bater o Chelsea, da Inglaterra, por 1 a 0, na finalíssima, conquistou o bicampeonato mundial de clubes disputado no Japão, interrompendo uma sequência de cinco títulos mundiais consecutivos de equipes europeias.
O Palmeiras conquistou, em 1999, pela primeira vez a Copa Libertadores da América, a terceira competição internacional da equipe, que, um ano antes, havia vencido a Copa Mercosul. Em 2020, chegou ao bicampeonato da Copa Libertadores, ao derrotar o Santos na final única e histórica disputada no Estádio do Maracanã, fato inédito entre clubes paulistas. Em 2021, chegou ao tricampeonato da competição ao derrotar o Flamengo na final disputada em Montevidéu, no Uruguai. Com o título, a equipe se transformou no clube com melhor desempenho na história da Libertadores, com uma série de recordes à frente de clubes compatriotas.
Em 2005, o São Paulo ratificou sua imagem de maior vencedor do Trio de Ferro em torneios internacionais. O tricolor conquistou no mesmo ano a Libertadores, contra o Atlético Paranaense, e o Mundial de Clubes da FIFA, contra o Liverpool, da Inglaterra.
A equipe do Morumbi não é somente a maior vencedora internacional do Trio, mas também a equipe brasileira com a quantidade mais expressiva de títulos oficiais deste porte. São 2 Copas Intercontinentais, 1 Mundial de Clubes da FIFA, 3 Libertadores da América, 1 Supercopa Libertadores (1993), 2 Recopas Sul-Americanas (1993 e 1994), 1 Copa Conmebol (1994), 1 Copa Master da Conmebol (1996) e 1 Copa Sul-Americana (2012). Além disso, o Tricolor possui seis títulos do Campeonato Brasileiro (1977, 1986, 1991, 2006, 2007 e 2008) e um da Copa do Brasil (2023).
O Palmeiras é considerado o maior vencedor do Brasil, com o maior número de conquistas nacionais. São 18 conquistas deste porte, com destaque para 12 títulos do Campeonato Brasileiro (1960, 1967, 1967, 1969, 1972, 1973, 1993, 1994, 2016, 2018, 2022 e 2023). Além destes títulos, o time de Palestra Itália possui quatro conquistas da Copa do Brasil (1998, 2012, 2015 e 2020), um título da Supercopa do Brasil, obtido em 2023, e um título da Copa dos Campeões de 2000.
O Corinthians, que tem sete conquistas do Campeonato Brasileiro (1990, 1998, 1999, 2005 e 2011, 2015 e 2017). Tem ainda três títulos da Copa do Brasil (1995, 2002 e 2009) e é o maior detentor de títulos (31) dentro do Estado de São Paulo pelo Campeonato Paulista. Ao lado do Palmeiras e do Santos, também tem o maior número (5) de conquistas do Torneio Rio-São Paulo.

## Períodos ruins
Além das glórias conquistadas ao longo dos anos, as equipes do Trio de Ferro também já passaram por períodos bastante ruins nas suas respectivas histórias. Desde os problemas financeiros que levaram o São Paulo ao fechamento até os rebaixamentos no Campeonato Brasileiro de Palmeiras e Corinthians, bem como períodos longos sem conquistas de títulos dos três clubes, estes acontecimentos muitas vezes enfraqueceram o poder do trio.
Das três equipes, o Corinthians é a que ficou mais tempo sem títulos relevantes no futebol. Após a conquista do Campeonato Paulista de 1954, o tabu alvinegro se estendeu até o título do Campeonato Paulista de 1977. Neste intervalo, a equipe até venceu o Torneio Rio-São Paulo de 1966, mas tal competição teve um inusitado fim, já que contou com um empate entre quatro equipes (Botafogo, Corinthians, Santos e Vasco) na primeira posição, por conta das proximidades da Copa do Mundo de 1966.
O Palmeiras também passou por um longo período sem títulos, entre as conquistas do Campeonato Paulista de 1976 e do Campeonato Paulista de 1993. Com um período menor de jejum que os adversários, o São Paulo também ficou sem ganhar nada entre as conquistas do Campeonato Paulista de 1957 e do Campeonato Paulista de 1970.
Outro momento ruim na história de dois dos componentes do Trio de Ferro foi o rebaixamento no Campeonato Brasileiro, torneio de clubes mais importantes do País. O Palmeiras caiu para Segunda Divisão do campeonato nacional em 2002 e em 2012. O Corinthians, por sua vez, caiu em 2007. Ambos os clubes, com campanhas incontestáveis, conquistaram o título da divisão de acesso em 2003 e 2013 (Palmeiras) e 2008 (Corinthians) e retornaram à divisão de elite brasileira.
As duas equipes também chegaram a disputar, na década de 1980, a Taça de Prata, espécie de divisão de acesso do futebol brasileiro. A partir de 1981, os 40 clubes que disputavam a Primeira Divisão, denominada Taça de Ouro, eram determinados da seguinte forma: 13 Estados entravam com seus campeões, sete participavam com o campeão e o vice. O Estado de São Paulo contava com os seis melhores classificados do Paulistão e o Rio de Janeiro, com os cinco melhores do seu estadual. As outras duas vagas eram ocupadas pelos campeão e vice do ano anterior da Taça de Ouro.
A Taça de Prata era a competição destinada às equipes que não conseguiam se classificar à Taça de Ouro, mas contava com um regulamento que previa o acesso, no mesmo ano, para a Primeira Divisão, das equipes com melhor campanha. O Corinthians disputou a Taça de Prata de 1982 e conseguiu chegar à Taça de Ouro no mesmo ano. O Palmeiras disputou a Taça de Prata em 1981 e 1982, conseguindo avançar à Taça de Ouro somente em 1981.
O São Paulo nunca chegou a ser rebaixado em competições nacionais, mas disputou o Campeonato Paulista de 1991 num grupo de clubes mais fracos que fizeram, como o tricolor, campanhas ruins na competição do ano anterior. Para os torcedores dos times rivais e alguns jornalistas, a passagem do São Paulo do grupo mais forte, que continha equipes como Corinthians, Palmeiras e Santos, para o mais fraco foi considerada uma espécie de "rebaixamento". Mas, como o regulamento de 1991 previa um cruzamento entre os melhores colocados dos grupos nas semifinais, o São Paulo se classificou em primeiro lugar entre os mais fracos, batendo, nas fases seguintes, o Palmeiras, na semifinal, e o Corinthians, na final, conquistando assim o título daquela edição confusa do Paulistão.

## Confrontos

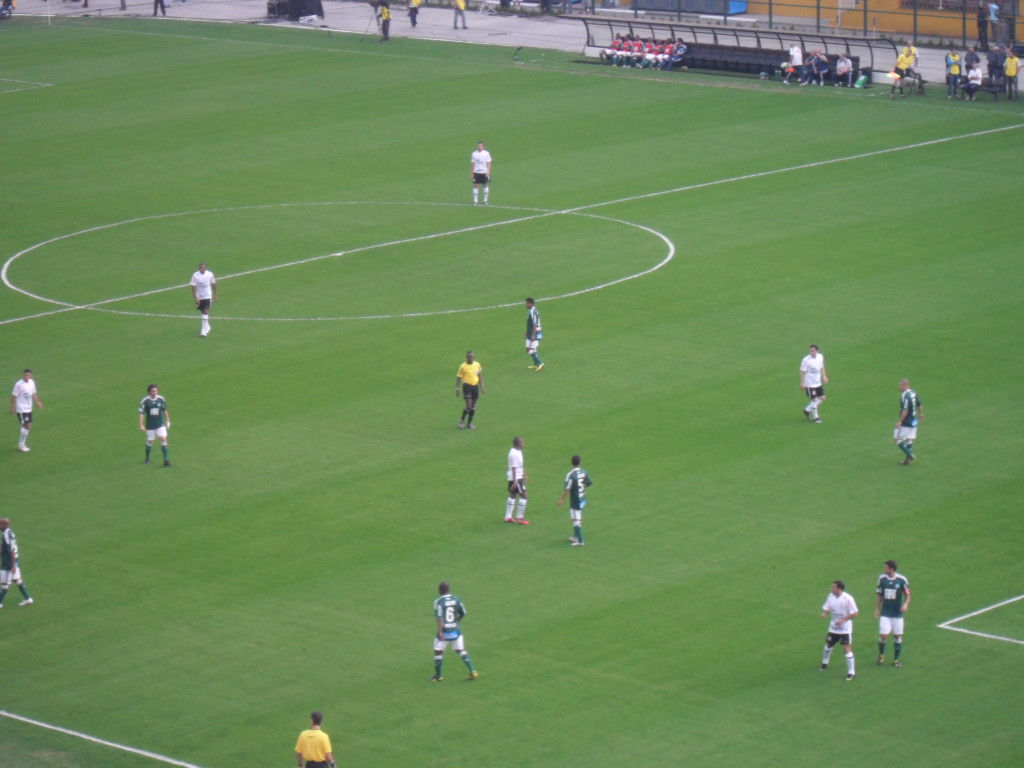
Derby Paulista no Estádio do Pacaembu em 2010

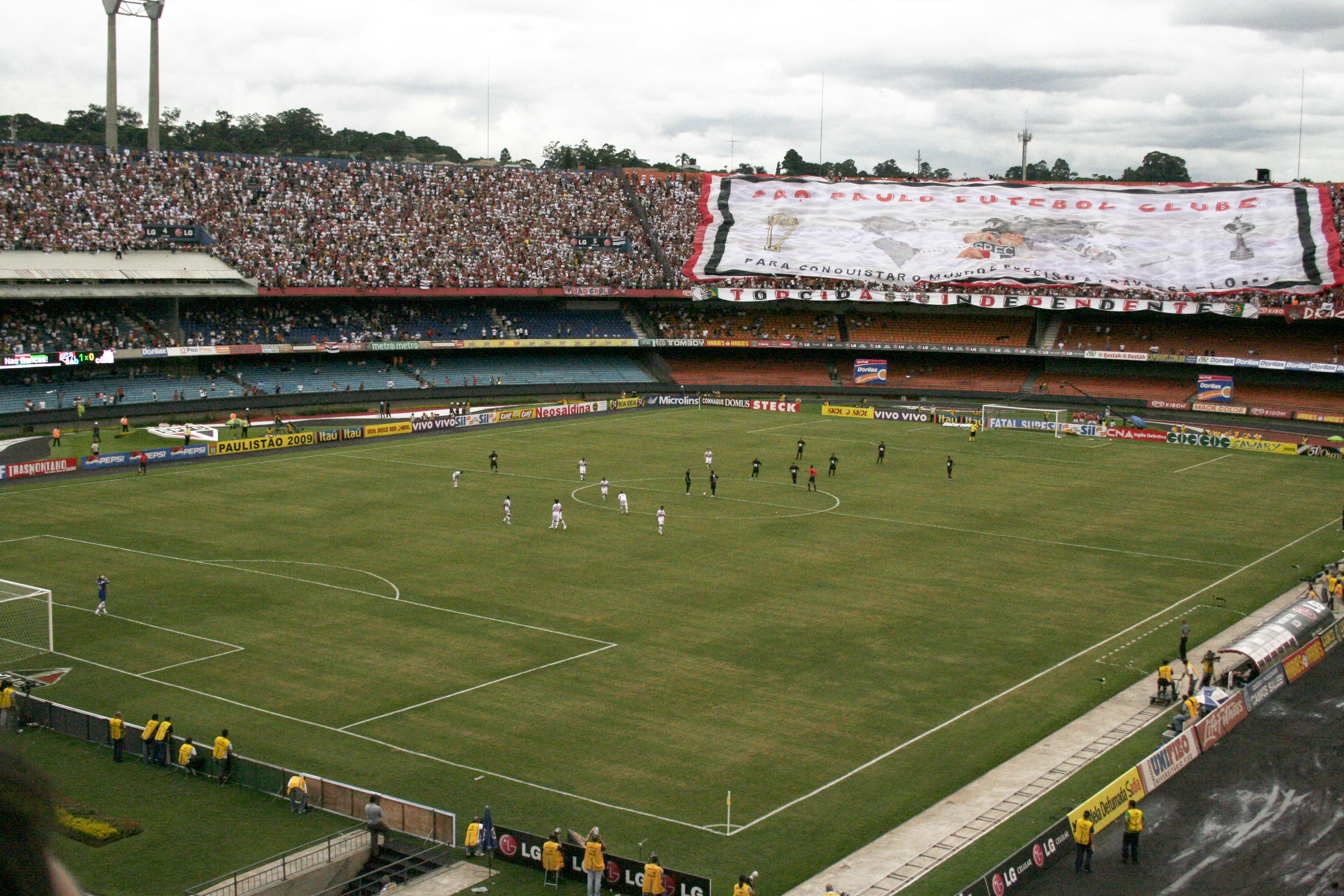
Majestoso no Estádio do Morumbi em 2009

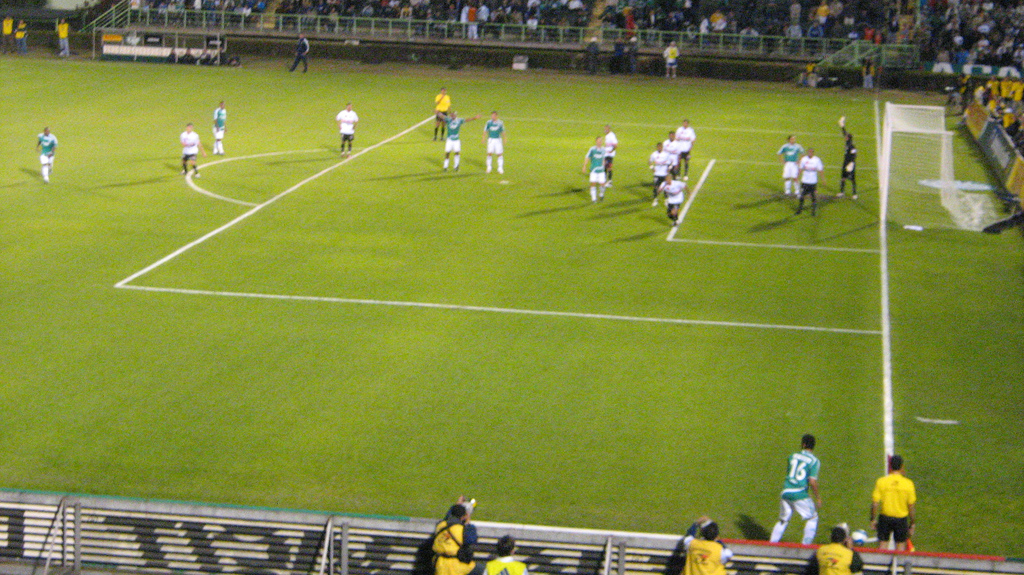
Choque Rei no Estádio Palestra Itália em 2007

Segundo a tradição histórica do equilíbrio nos confrontos do Trio de Ferro, o Corinthians tem menos vitórias nos clássicos contra o Palmeiras, que tem menos vitórias nos confrontos contra o São Paulo, que tem menos vitórias nas partidas contra o Corinthians. Contudo, conforme a contagem mais recente, o alvinegro, após 54 anos de desvantagem no confronto, chegou a superar em 2020 o número de vitórias do alviverde, que, voltou a igualar a contagem meses depois e voltou a ficar à frente da contagem em 2021. O Palmeiras, por sua vez, em 2019, já havia superado o São Paulo em confrontos, mas o duelo ficou empatado em 2020 e depois voltou a ficar a favor do time tricolor em 2021, voltando ao empate em 2022.
O clássico mais antigo e que envolve a maior rivalidade é o realizado entre Corinthians e Palmeiras, chamado de Derby. Depois dele, o que envolve maior rivalidade e até uma certa dose de inimizade por razões históricas é o clássico entre Palmeiras e São Paulo, chamado de Choque-Rei.
Já o confronto entre Corinthians e São Paulo, é chamado de Majestoso. Este clássico reúne atualmente as maiores torcidas da capital e do Estado e vem ganhando cada vez mais rivalidade nas últimas décadas.
- Corinthians vs. Palmeiras, o Derby Paulista
  - Partidas: 387 (de 6 de maio de 1917 até 6 de agosto de 2025)
  - Vitórias do Corinthians: 133
  - Vitórias do Palmeiras: 136
  - Empates: 118
  - Gols do Corinthians: 503
  - Gols do Palmeiras: 548
- Palmeiras vs. São Paulo, o Choque-Rei
  - Partidas: 351 (de 30 de março de 1930 até 11 de maio de 2025)
  - Vitórias do Palmeiras: 119
  - Vitórias do São Paulo: 116
  - Empates: 116
  - Gols do Palmeiras: 457
  - Gols do São Paulo: 444
- São Paulo vs. Corinthians, o Majestoso
  - Partidas: 364 (de 25 de maio de 1930 até 19 de julho de 2025)
  - Vitórias do São Paulo: 115
  - Vitórias do Corinthians: 133
  - Empates: 116
  - Gols do São Paulo: 495
  - Gols do Corinthians: 513

## Títulos
Ao longo da história, o Trio de Ferro conquistou uma quantidade relevante da títulos. Abaixo, há uma relação das principais conquistas dos três clubes, entre competições oficiais e amistosas.
| Competições internacionais                                   | SC Corinthians Paulista | São Paulo FC | SE Palmeiras |
| ------------------------------------------------------------ | ----------------------- | ------------ | ------------ |
| Copa do Mundo de Clubes da FIFA                              | 2                       | 1            | 0            |
| Copa Intercontinental                                        | 0                       | 2            | 0            |
| Copa Rio Internacional                                       | 0                       | 0            | 1            |
| Copa Libertadores da América                                 | 1                       | 3            | 3            |
| Copa Conmebol                                                | 0                       | 1            | 0            |
| Copa Sul-Americana                                           | 0                       | 1            | 0            |
| Copa Mercosul                                                | 0                       | 0            | 1            |
| Supercopa Libertadores                                       | 0                       | 1            | 0            |
| Recopa Sul-Americana                                         | 1                       | 2            | 1            |
| Troféu Ramón de Carranza                                     | 1                       | 1            | 3            |
| Troféu Naranja                                               | 0                       | 0            | 1            |
| Copa Ouro Sul-Americana                                      | 0                       | 0            | 0            |
| Copa Master da Conmebol                                      | 0                       | 1            | 0            |
| Pequena Taça do Mundo                                        | 1                       | 2            | 0            |
| Total                                                        | 6                       | 15           | 10           |
| Competições nacionais                                        | SC Corinthians Paulista | São Paulo FC | SE Palmeiras |
| Campeonato Brasileiro                                        | 7                       | 6            | 12           |
| Copa do Brasil                                               | 3                       | 1            | 4            |
| Supercopa do Brasil                                          | 1                       | 1            | 1            |
| Copa dos Campeões                                            | 0                       | 0            | 1            |
| Campeonato Brasileiro - Série B                              | 1                       | 0            | 2            |
| Taça Cidade de São Paulo (Nacional)[carece de fontes?]       | 0                       | 1            | 1            |
| Total                                                        | 12                      | 9            | 21           |
| Competições regionais                                        | SC Corinthians Paulista | São Paulo FC | SE Palmeiras |
| Torneio Rio-São Paulo                                        | 5                       | 1            | 5            |
| Taça dos Campeões Estaduais Rio–São Paulo[carece de fontes?] | 2                       | 11           | 4            |
| Total                                                        | 7                       | 12           | 9            |
| Competições estaduais                                        | SC Corinthians Paulista | São Paulo FC | SE Palmeiras |
| Campeonato Paulista                                          | 31                      | 22           | 26           |
| Supercampeonato Paulista                                     | 0                       | 1            | 0            |
| Campeonato Paulista Extra                                    | 0                       | 0            | 2            |
| Torneio Roberto Gomes Pedrosa (Paulista)                     | 0                       | 1            | 0            |
| Taça Cidade de São Paulo                                     | 5                       | 1            | 4            |
| Torneio Laudo Natel                                          | 1                       | 0            | 1            |
| Taça Governador do Estado de São Paulo                       | 1                       | 3            | 0            |
| Taça Competência                                             | 3                       | 0            | 4            |
| Torneio Início Paulista                                      | 8                       | 3            | 8            |
| Total                                                        | 49                      | 31           | 45           |
| Total geral                                                  | 74                      | 67           | 85           |

## O Trio de Ferro unido
Corinthians, Palmeiras e São Paulo já se uniram em um mesmo time, camisa e torcida por 2 vezes:
- Combinado Corinthians/Palestra Itália/São Paulo 0 x 3 Combinado de Jogadores Mineiros

26 de março de 1941 - Estádio do Pacaembu - São Paulo
Combinado: King (São Paulo); Agostinho e Junqueirinha; Lola (Fiorotti), Dino e Del Nero (Palestra); Bazzoni, Remo Januzzi (São Paulo), Teleco (Corinthians) (Joane), Lima (Palestra) e Carlinhos.
Técnico: Vicente Feola (São Paulo)
Árbitros: Francisco Trindade; José Alexandrino
Público e renda: Desconhecidos
- Combinado Corinthians/Palmeiras/São Paulo (Seleção Paulista) 1 x 1 Combinado River Plate/Boca Juniors (Argentina)

21 de janeiro de 1948 - Estádio do Pacaembu - São Paulo
Combinado: Oberdan Cattani (Palmeiras); Caieira (Renganeschi) (São Paulo) e Noronha (São Paulo) (Turcão), Zezé Procópio, Ruy (São Paulo) e Waldemar Fiúme (Palmeiras); Cláudio Christovam de Pinho (Corinthians), Ieso Amalfi (São Paulo), Servílio (Corinthians), Canhotinho e Teixeirinha (São Paulo) (Remo Januzzi (São Paulo).
Técnico: Vicente Feola (São Paulo)
Gol: Servílio
Árbitro: Artur Janeiro
Público e renda: Desconhecidos
Este jogo de 1948 foi um amistoso comemorativo pela passagem do Boca e do River Plate pelo Brasil. Durante dias, as equipes disputaram amistosos contra Corinthians, Palmeiras e São Paulo e os dirigentes dos clubes envolvidos decidiram fechar a passagem portenha pelo Brasil com o jogo entre os combinados. Um fato inusitado é que não havia um uniforme específico para a disputa. Para solucionar o problema, os brasileiros do Trio de Ferro escolheram um uniforme todo branco para a disputa. Os argentinos de Boca e River, do craque Di Stéfano, que não estavam prevenidos para a ocasião, jogaram com a camisa do Palmeiras.

## Jogadores que atuaram pelo Trio de Ferro
Até agora, a história revela dezesseis nomes de atletas que passaram por Corinthians, Palmeiras e São Paulo: Elyseo, Cláudio Christovam de Pinho, Dino Sani, Lanzoninho, Édson Cegonha, Denys, Neto, Antônio Carlos Zago, Elivelton, Müller, Leandro Amaral, Marcelo Ramos, César Sampaio, Luizão, Christian e Rivaldo.

## Torcidas

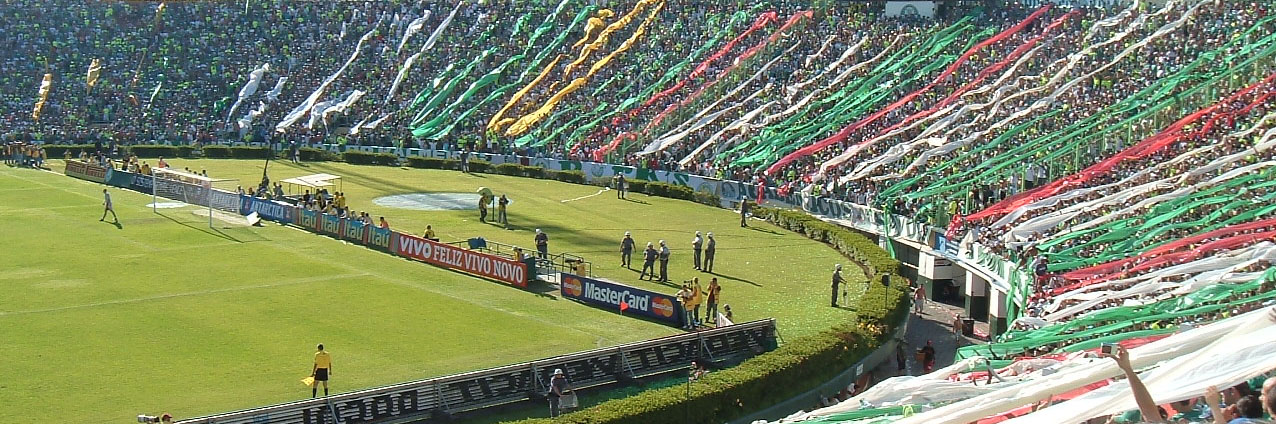
Torcida do Palmeiras no Estádio Palestra Itália em 2007

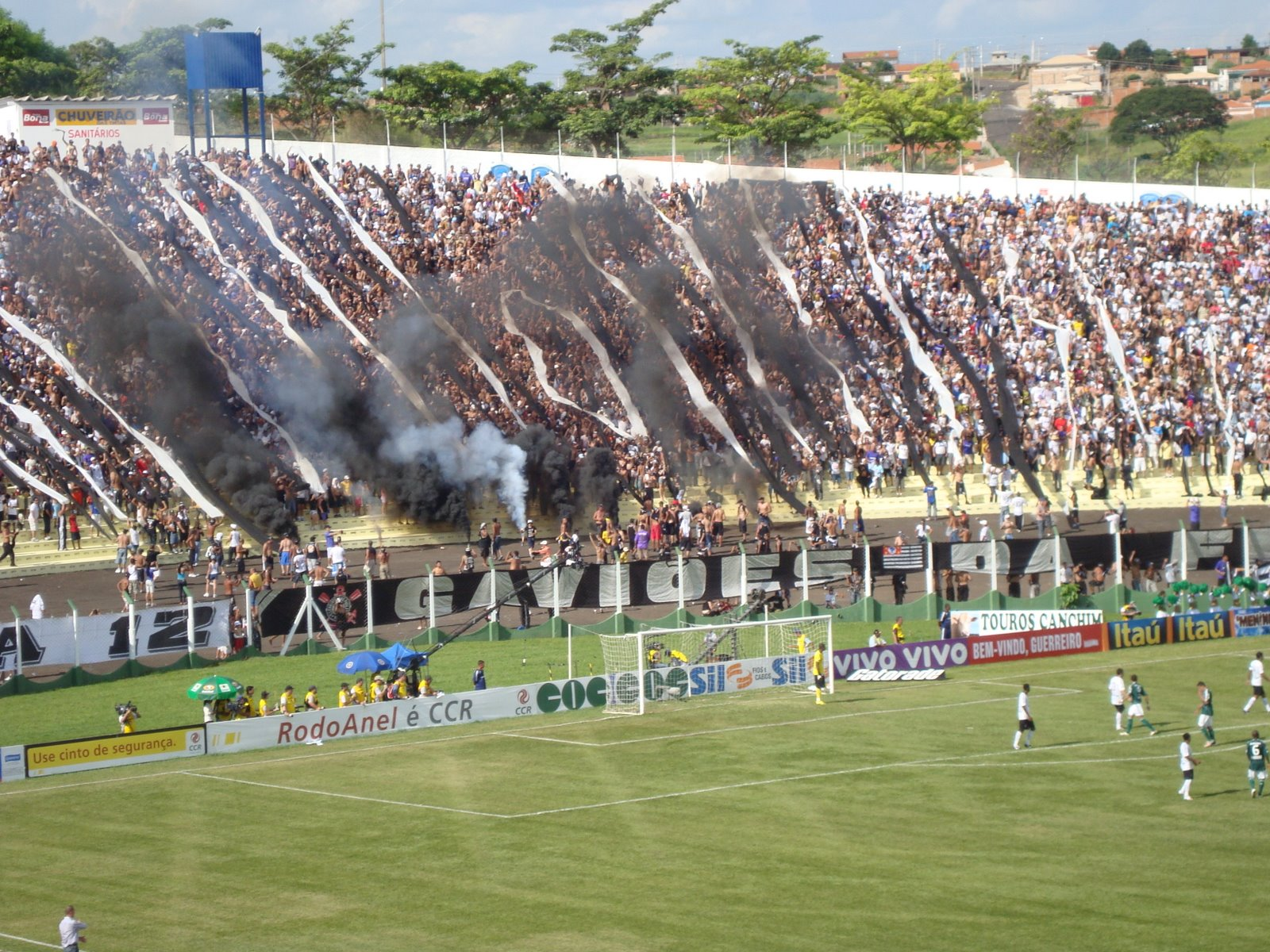
Torcida do Corinthians em clássico contra o Palmeiras em 2009

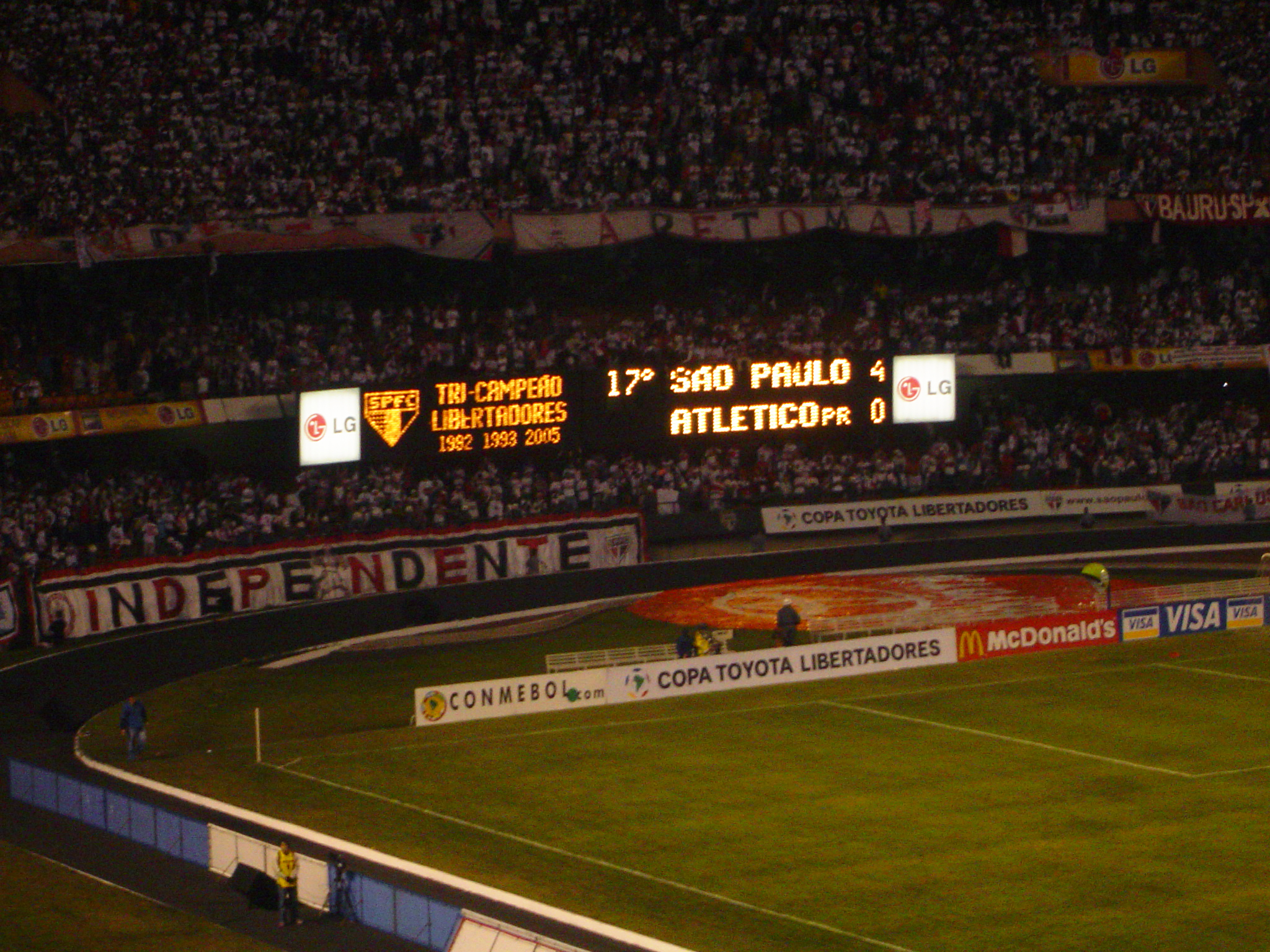
Torcida do São Paulo no Estádio do Morumbi na final da Libertadores de 2005

Os componentes do Trio de Ferro possuem três das quatro maiores torcidas do País, segundo os institutos de pesquisas.
Empatado tecnicamente com o Flamengo, do Rio de Janeiro, o Corinthians tem a maior torcida brasileira com cerca de 30 milhões de pessoas. Em São Paulo, na capital e no Estado, o alvinegro mantém a tradição de contar com o maior número de simpatizantes.
São Paulo e Palmeiras vêm logo depois do Corinthians na preferência popular do país. Historicamente, o alviverde disputou por vários anos a terceira colocação entre as maiores torcidas do país com o Vasco da Gama, do Rio de Janeiro. Mas, a partir do início da década de 1990, com o auge do tabu palmeirense de títulos e com o início das conquistas internacionais do São Paulo, a torcida tricolor cresceu de maneira relevante e ultrapassou as torcidas do Palmeiras e do Vasco, apesar de a margem de erro de alguns levantamentos ainda garantir um empate técnico entre tricolores e alviverdes.
Em número de sócio-torcedores, o Corinthians leva vantagem em relação ao Palmeiras e ao São Paulo e está na vice-liderança em todo o País entre os demais programas deste tipo. Em outubro de 2015, o alvinegro contava com mais de 128 mil sócios. Em terceiro lugar em todo o Brasil, o Palmeiras perdeu uma posição para o maior rival e agora conta com 126 mil sócios. O São Paulo está em quinto lugar, com cerca de 40 mil.